# Maken X
Maken X est un jeu d'action hack 'n' slash avec une vue à la première personne développé par Atlus pour Dreamcast. Il est développé par Atlus en 1999, tandis que Sega le traduit pour le vendre hors du Japon en 2000. Une version améliorée intitulée Maken Shao: Demon Sword est sorti sur PlayStation 2.